# Liste der Municipios in Aguascalientes

Lage der Municipios des Bundesstaates Aguascalientes

Der mexikanische Bundesstaat Aguascalientes ist in elf Verwaltungsbezirke (Municipios) unterteilt. Diese werden aus 2022 Ortschaften (localidades) gebildet, darunter 40 urbanen (städtischen). Als localidades sind kleine Dörfer (pueblo), Farmen (hazienda, rancho) und sämtliche alleinstehende Häuser erfasst, ungeachtet ob bewohnt oder nicht. Die Verwaltungsbezirke tragen meist den Namen ihres Verwaltungszentrums (cabecera municipal).
| Schlüssel (Clave) | Municipio                 | Verwaltungssitz (Cabecera Municipal) | Fläche (km²) | Einwohnerzahl | Einwohnerzahl | Einwohnerzahl | Bevölkerungs- dichte (Ew. pro km²) | Anzahl der Orte (Localidades) |
| Schlüssel (Clave) | Municipio                 | Verwaltungssitz (Cabecera Municipal) | Fläche (km²) | 2000          | 2010          | 2020          | Bevölkerungs- dichte (Ew. pro km²) | Anzahl der Orte (Localidades) |
| 001               | Aguascalientes            | Aguascalientes                       | 1.178,10     | 643.419       | 797.010       | 948.990       | 805,5                              | 565                           |
| 002               | Asientos                  | Asientos                             | 549,01       | 37.763        | 45.492        | 51.536        | 93,9                               | 172                           |
| 003               | Calvillo                  | Calvillo                             | 932,74       | 51.291        | 54.136        | 58.250        | 62,5                               | 166                           |
| 004               | Cosío                     | Cosío                                | 129,74       | 12.619        | 15.042        | 17.000        | 131,0                              | 64                            |
| 005               | Jesús María               | Jesús María                          | 504,99       | 64.097        | 99.590        | 129.929       | 255,2                              | 167                           |
| 006               | Pabellón de Arteaga       | Pabellón de Arteaga                  | 197,76       | 34.296        | 41.862        | 47.646        | 240,9                              | 215                           |
| 007               | Rincón de Romos           | Rincón de Romos                      | 376,20       | 41.655        | 49.156        | 57.369        | 152,5                              | 191                           |
| 008               | San José de Gracia        | San José de Gracia                   | 866,70       | 7.244         | 8.443         | 9.552         | 11,0                               | 254                           |
| 009               | Tepezalá                  | Tepezalá                             | 232,06       | 16.508        | 19.668        | 22.485        | 96,9                               | 95                            |
| 010               | El Llano                  | Palo Alto                            | 509,18       | 15.327        | 18.828        | 20.853        | 41,3                               | 32                            |
| 011               | San Francisco de los Romo | San Francisco de los Romo            | 139,19       | 20.066        | 35.769        | 61.997        | 445,4                              | 101                           |
| 01 Aguascalientes | 01 Aguascalientes         | Aguascalientes                       | 5.615,67     | 944.285       | 1.184.996     | 1.425.607     | 253,9                              | 2.022                         |